# 诺伊德瑙
诺伊德瑙是德国巴登-符腾堡州的一个市镇。总面积32.92平方公里，总人口5177人，其中男性2564人，女性2613人（2011年12月31日），人口密度157人/平方公里。